# Conde de Cambridge
El título de conde de Cambridge fue creado varias veces con la dignidad de par de Inglaterra y desde 1362 el título ha estado estrechamente asociado con la familia real (véase también duque de Cambridge, marqués de Cambridge). El primer conde de la cuarta creación, el marqués de Hamilton, fue el sexto en la línea de sucesión de la Corona de Escocia (después de que el duque de Rothesay, futuro Carlos I, su hermana Isabel y sus hijos), además su abuelo, el conde de Arran, había sido heredero presunto y regente de María, reina de Escocia.
Actualmente, Alexander Douglas-Hamilton, duque de Hamilton ostenta el título de conde de Arran y Cambridge con la dignidad de par de Escocia, sin embargo este título no está relacionado con este condado, simplemente comparten el nombre.

## Condes de Cambridge

### Primera creación (1340)
- Guillermo V, duque de Jülich (1299-1361)[3]

### Segunda creación (1362)
- Edmundo, duque de York (1341–1402)[4]
- Eduardo, duque  de York (1373-1415)[5] El título fue reasignado en 1414.

### Tercera creación (1414)
- Ricardo, conde de Cambridge (1373–1415)[6] Perdió el título en 1415
- Ricardo, duque de York (1412–1460)[7] Restaurado en el título en 1426
- Eduardo, duque de York (1442–1483)[8] Subió al trono en 1461 como Eduardo IV

### Cuarta creación (1619)
Su título subsidiario fue barón de Innerdale 
- James Hamilton, marqués de Hamilton (1589–1625)[9]
- James Hamilton, duque de Hamilton (1606–1649)[10]
- William Hamilton, duque de Hamilton (1616–1651)[11]

### Quinta creación (1659)
- Enrique Estuardo, duque de Gloucester (1640-1660)[12]

### Sexta creación (1664)
- Jacobo Estuardo, duque de Cambridge (1663–1667)[13]

### Séptima creación (1667)
- Edgardo Estuardo, duque de Cambridge (1667–1671)[14]